# Jasan úzkolistý syrský
Jasan úzkolistý syrský (Fraxinus angustifolia subsp. syriaca) je poddruh jasanu úzkolistého, rozšířený v jihozápadní Asii od Palestiny a Turecka po Turkmenistán a Pákistán.

Je to opadavý strom, dorůstající výšky 10 až 15 metrů. Listy jsou uspořádány v přeslenech a jsou 4 až 7 cm dlouhé a 2 až 3 cm široké. Po obou stranách jsou lysé a mají pilovitý okraj.
V minulosti byl tento taxon považován za samostatný druh, jasan syrský (Fraxinus syriaca).